# Pterolophia compacta
Pterolophia compacta là một loài bọ cánh cứng trong họ Cerambycidae.